# 新砂川農業協同組合
新砂川農業協同組合（しんすながわのうぎょうきょうどうくみあい、英称：JA Shinsunagawa ）は北海道砂川市に本所を置く農業協同組合である。略称はJA新すながわ。当農協の営業地区は 砂川市・奈井江町・歌志内市・上砂川町の空知中部の一円である。

## 概要
1998年（平成10年）に砂川市農協、奈井江町農協の合併によって設立。
稲作、玉ねぎ等の生産が盛んである。

## 事務所の一覧
カッコ内は所在地
- 本所　（砂川市東1条南1丁目1-20）
- 奈井江支所（空知郡奈井江町字奈井江町150）